# Mexický záliv

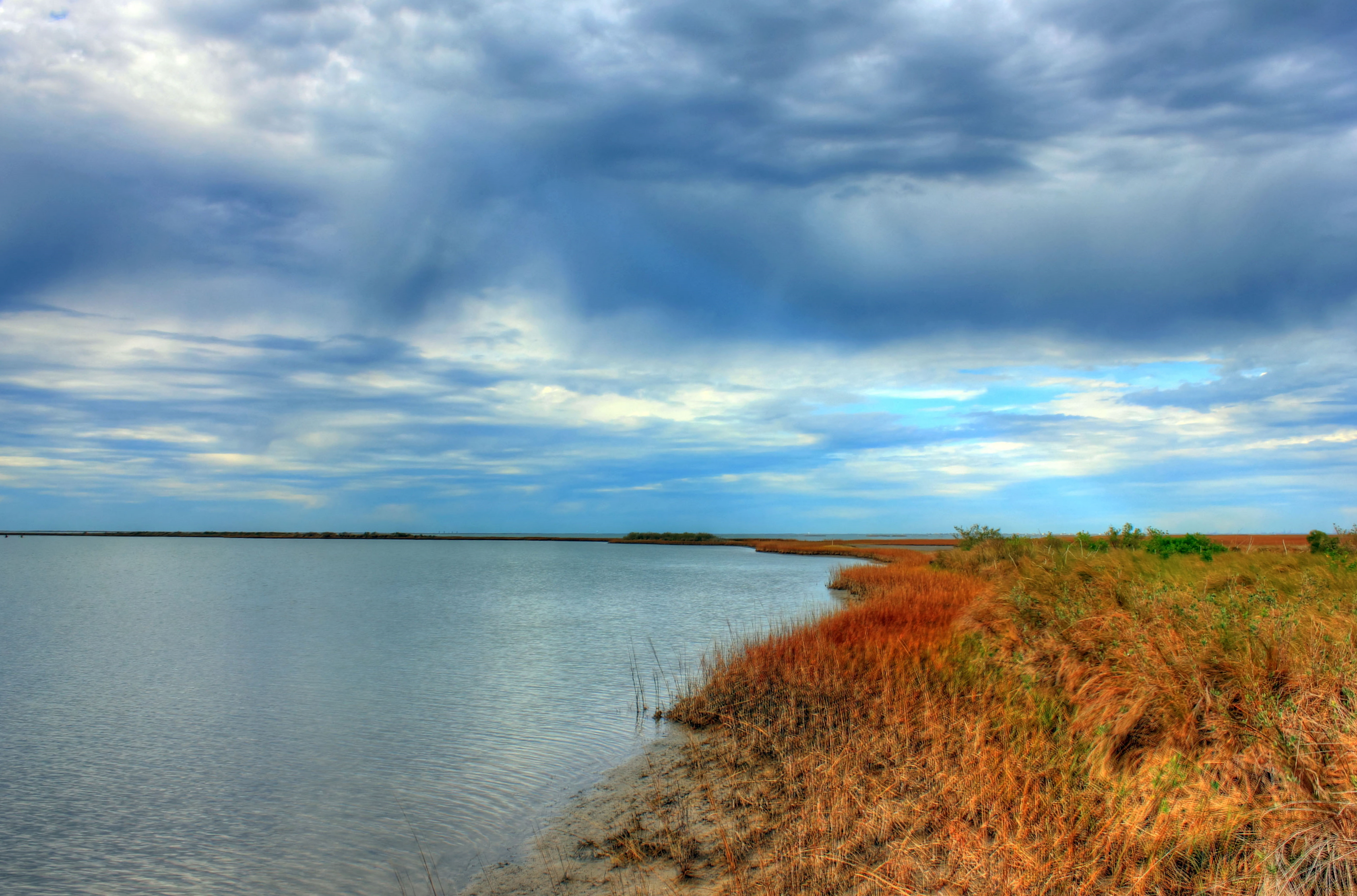
Pobřeží Texasu

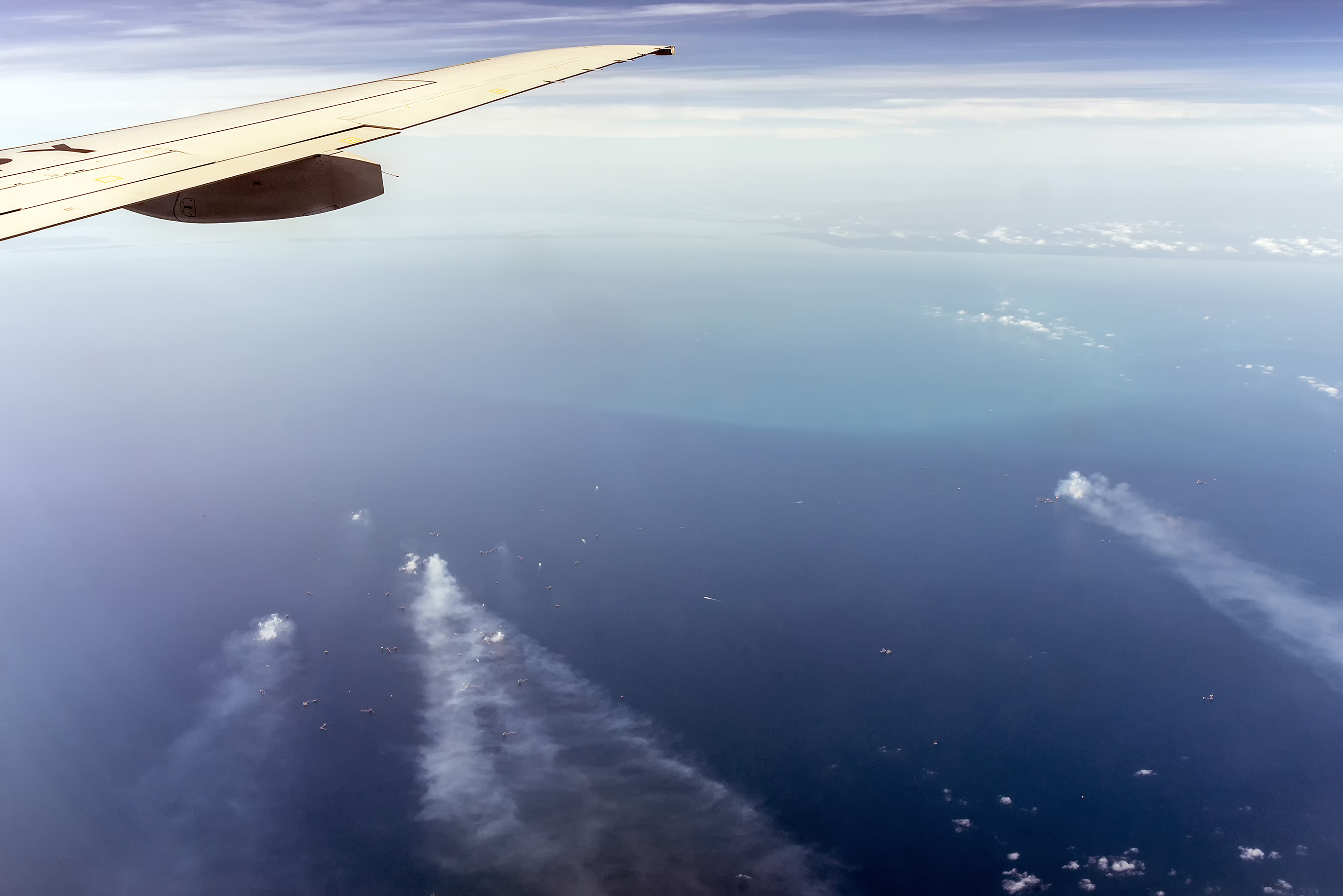
Ropné pole Cantarell v Campechském zálivu

Mexický záliv (anglicky Gulf of Mexico, španělsky Golfo de México) je svým charakterem spíše polouzavřené vnitrozemské moře Atlantského oceánu rozkládající se mezi východním pobřežím Mexika (konkrétně států Tamaulipas, Veracruz, Tabasco, Campeche, Yucatán a Quintana Roo), jižním pobřežím Spojených států amerických (konkrétně států Florida, Alabama, Mississippi, Louisiana a Texas) a severním pobřežím Kuby. Celková plocha Mexického zálivu je přibližně 1,6 milionu km² (620 000 mi²).
S Atlantským oceánem záliv spojuje Floridský průliv (mezi Floridou a Kubou), s Karibským mořem Yucatánský průliv (mezi Kubou a Yucatánem). Pro pouze úzké spojení s oceánem je v zálivu rozdíl mezi přílivem a odlivem velmi malý. Do Mexického zálivu ústí velké řeky Mississippi a Rio Grande a Grijalva-Usumacinta.
Mexický záliv má enormní význam pro svět: vzniká v něm Golfský proud, který zásadním způsobem ovlivňuje podnebí především Severní Evropy, Britských ostrovů a jižního Grónska, a těží se v něm významné množství ropy, přičemž výpadky těžby v sezóně hurikánů, které zálivem běžně procházejí, často destabilizují ceny ropy na světových trzích.

## Název
Ačkoli neexistují žádná pevně stanovená pravidla pro pojmenovávání mezinárodních vod, název Mexický záliv je oficiálně uznán Mezinárodní hydrografickou organizací, která se snaží sjednotit názvy mezinárodních námořních útvarů a mezi jejíž členské státy patří všechny tři země sousedící se zálivem.
Název zálivu je odvozen od označení Mexica, což je nahuatlský výraz pro Aztéky. V aztéckém náboženství se však záliv nazýval Chalchiuhtlicueyecatl, neboli „Dům Chalchiuhtlicue“, božstva moří. Věřili, že moře a nebe splývají za obzorem, a proto moře nazývali ilhuicaatl, což znamená „nebeská voda“, a stavěli je do kontrastu s konečnými, suchozemskými vodními plochami, jako jsou jezera. Mayská civilizace, která využívala záliv jako hlavní obchodní trasu, jej pravděpodobně nazývala nahá, tedy „velká voda“. Evropané, stejně jako u jiných velkých vodních ploch, pojmenovali záliv podle Mexika-Tenochtitlánu, protože záliv museli překonat, aby se do této metropole dostali.
Na mapách Juana de la Cosa a Martina Waldseemüllera z počátku 16. století byl záliv zobrazen, ale nebyl označen. Na mapě Abrahama Ortelia z roku 1584 je označen jako „Severní moře“ (Mare de Nort). Tímto názvem (španělsky Mar del Norte) jej ve svých depeších nazval také Hernán Cortés, zatímco další španělští objevitelé jej nazývali „Floridský záliv“ (Golfo de Florida) nebo „Cortésův záliv“ (Golfo de Cortés). Jiné rané evropské mapy jej nazývaly „Záliv svatého Michaela“ (latinsky Sinus S. Michaelis), „Yucatánský záliv“ (Golfo de Iucatan), „Yucatánské moře“ (Mare Iuchatanicum), „Velký antilský záliv“ (Sinus Magnus Antillarum), „Kathajské moře“ (Mare Cathaynum) nebo „Záliv Nového Španělska“ (španělsky Golfo de Nueva España). V určitém okamžiku Nové Španělsko záliv obklopovalo a španělská pevnina zasahovala až na území, které se později stalo jihovýchodní částí Spojených států.
Název „Mexický záliv“ (španělsky Golfo de México, francouzsky Golphe du Mexique, později Golfe du Mexique) se poprvé objevil na mapě světa v roce 1550 a v historickém popisu v roce 1552. Od poloviny 17. století, kdy byl ještě považován za španělské moře, je to nejčastější název. Francouzští jezuité tento název používali již v roce 1672. V 18. století španělské námořní mapy označovaly záliv podobně jako „Mexickou zátoku“ (Ensenada Mexicana nebo Seno Mexicano). Až do odtržení Texaské republiky od Mexika v roce 1836 se mexická pobřežní hranice táhla podél zálivu na východ až do dnešní Louisiany.

### Americký záliv
Dne 20. ledna 2025 podepsal americký prezident Donald Trump exekutivní příkaz 14172, kterým nařídil ministru vnitra přijmout název "Americký záliv" a specifikoval oblast amerického kontinentálního šelfu „sahající k mořské hranici s Mexikem a Kubou“. Název byl již dříve použit v humorné formě, mimo jiné v pořadu The Colbert Report v roce 2010 a v satirickém návrhu zákona z roku 2012, který předložil zákonodárce státu Mississippi Steve Holland. Ministerstvo vnitra sice potvrdilo, že název Americký záliv vstoupil v platnost pro americké federální úřady 24. ledna, ale v mezinárodním kontextu se tato změna neuplatňuje.
Na opatření federálních úřadů reagovaly různé orgány a média. Deník The Daily Telegraph uvedl, že převáží používání běžného názvu zálivu, a deník The Independent citoval prezidentku Mexika Claudii Sheinbaum, která poznamenala, že „Mexický záliv je název uznávaný Organizací spojených národů“. Stejně tak agentura Associated Press uvedla, že jako globální zpravodajská agentura, která potřebuje, aby materiály, které šíří, byly uznávány mezinárodním publikem, bude nadále používat původní název. Rovněž poznamenala, že ostatní země a mezinárodní orgány nejsou povinny změnu názvu uznat. Počínaje 10. únorem 2025 začaly Mapy Google používat různé názvy zobrazení zálivu v závislosti na nastavení polohy zařízení, přičemž „Americký záliv“ se zobrazuje pouze ve Spojených státech, „Mexický záliv“ pouze v Mexiku a oba názvy se ve všech ostatních zemích zobrazují jako „Mexický záliv (Americký záliv)“. Brzy následovaly Mapy Apple a Bing. Celostátní průzkum provedený Marquette University mezi 1 018 respondenty ukázal, že 71 % z nich je proti přejmenování. Průzkum Harvard CAPS-Harris Poll mezi 2 650 registrovanými voliči zjistil, že 72 % je proti. 14. února byl novinářům z agentury Associated Press na dobu neurčitou zakázán vstup do Oválné pracovny a na palubu Air Force One kvůli tomu, že nepoužívají výraz „Americký záliv“.

## Morfologické poměry
Dno Mexického zálivu má poměrně vyvinutý Západofloridský šelf, který podél pobřeží přechází v užší Louisianský šelf a poměrně nevyvinutý Texaský šelf. Od Yucatánu na sever vybíhá Campechský šelf (Campechská lavice). Západofloridský šelf a Campechský šelf jsou směrem k centrální části poměrně strmě omezeny. Nejhlubší sníženina Mexického zálivu Sigsbeese se nachází v hlubokomořské rovině. Sigsbee je nazýván Grand „Canyonem pod mořem“, neboť ve své délce dosahuje kolem 550 km. Výrazným útvarem je náplavový kužel řeky Mississippi. V západní části se rozprostírá Mexická pánev ve východní části Floridská rovina.

## Mořské proudy

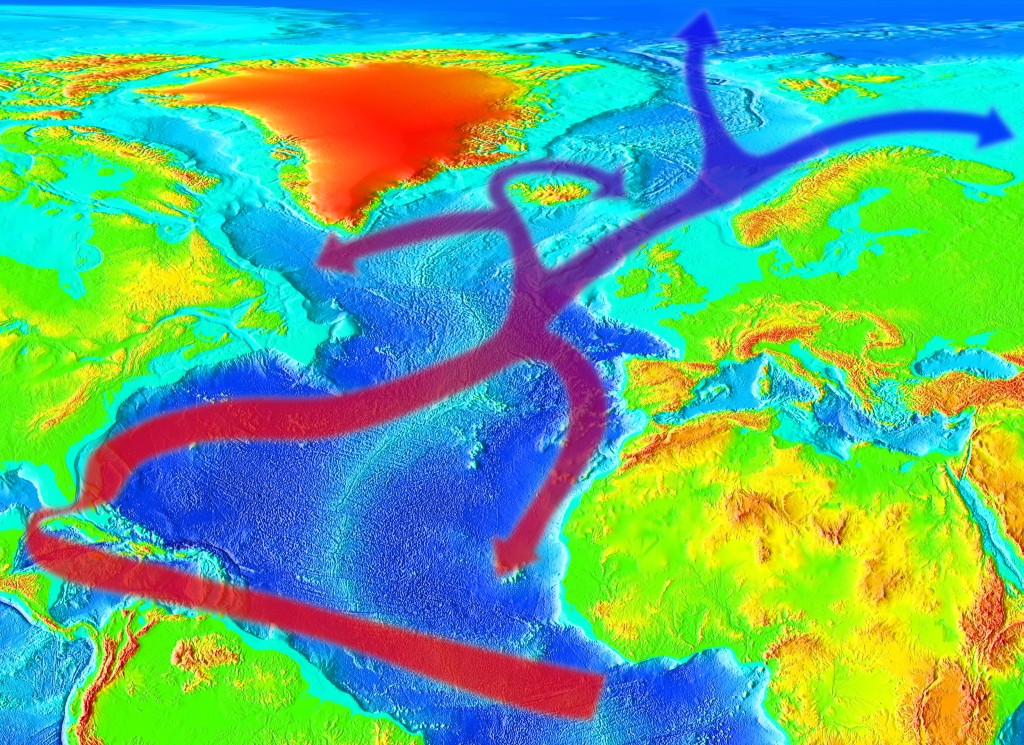
Golfský proud

V Mexickém zálivu vzniká všem známý teplý Golfský proud. Vody Karibského moře (Severní a Jižní rovníkový proud) se vlivem pasátů hrnou skrz Yucatánský průliv do Mexického zálivu, kde vzniká „velký kopec“ vodní masy, tvoří Smyčkový proud (Loop Current) a opouští následně Floridským průlivem záliv. Hlavní cirkulace probíhá především podél pobřeží.
Mexický záliv je charakteristický nízkými přílivy pod 0,5 m, podobně jako Středozemní moře. Nízký příliv a odliv je zapříčiněn poměrně úzkým propojením s oceánem, přičemž plocha (objem) zálivu je poměrně velká. Na severním, západním a jihozápadním pobřeží se vyskytují jednodenní přílivy, na východním (Florida), jihovýchodním (Kuba) a jižním pobřeží (Yucatán) se vykytují smíšené přílivy.

## Podnebí
Mexický záliv leží na rozmezí subtropického a tropického podnebného pásma. Jeho vody se při hladině ohřívají na průměrné lednové teploty 24 °C a červencové až 28 °C. Tyto vysoké teploty dávají možnost plného vývinu a vzniku tropických cyklón.

## Hospodářství
Přírodní zdroje Mexického zálivu jsou bohaté, rozvinul se zde rybolov, průmysl i rušný námořní provoz.

### Rybolov

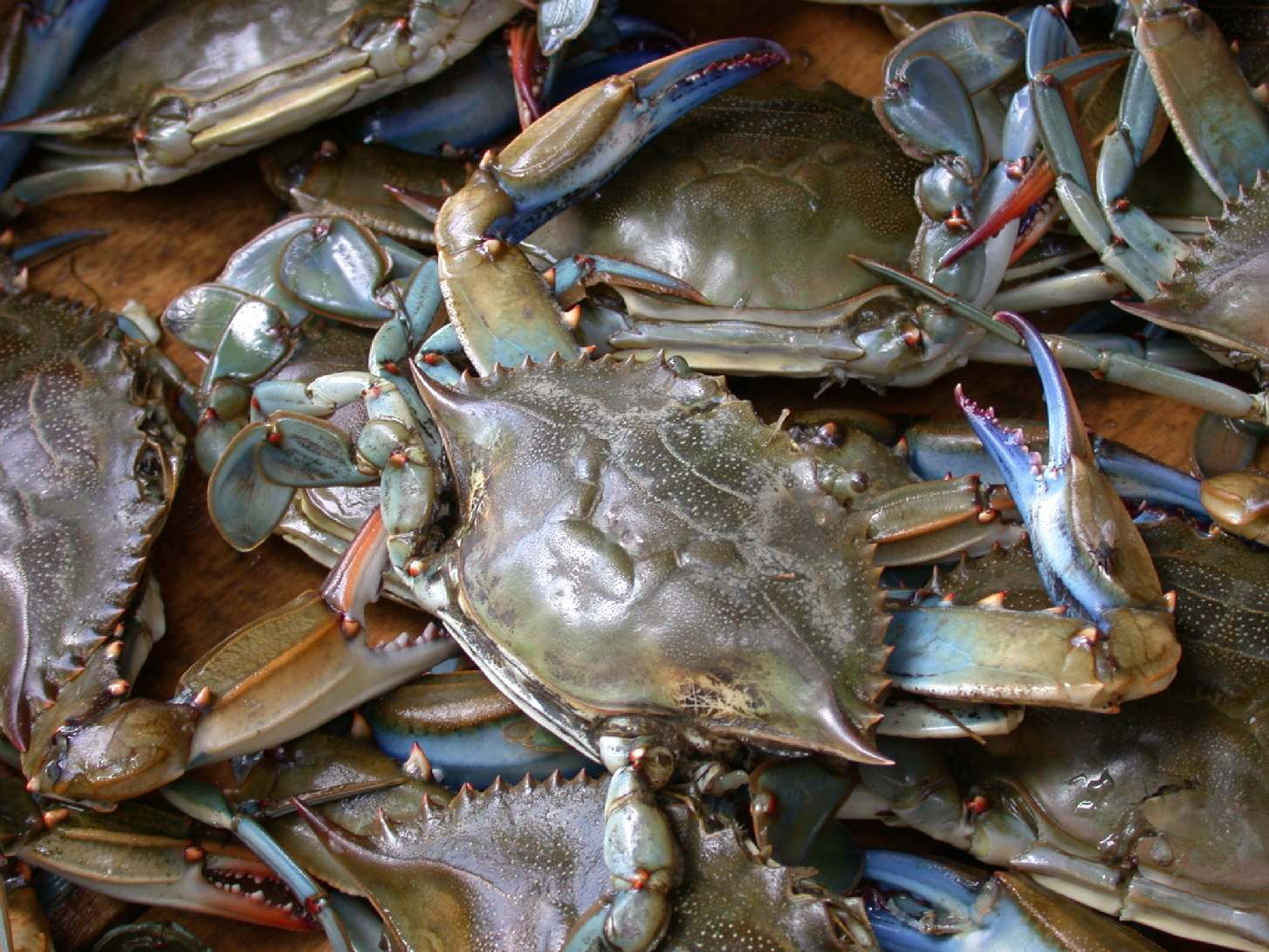
Krab modrý (Callinectes sapidus), lidmi intenzívně lovený obyvatel zálivu

Kromě ryb se zde loví krabi (Texas, Yucatán, Campeche), langusty (Tamaulipas, Veracruz) a ústřice (Mississippi, severní Florida).

### Průmysl
Na šelfech a na pobřeží od Louisiany po Yucatán se těží ropa a zemní plyn. Ty se zpracovávají v petrochemických závodech a rafineriích. V prvním desetiletí 21. století činila těžba v americké části Mexického zálivu asi čtvrtinu celkové ropné produkce v USA. Jelikož Mexickým zálivem často procházejí hurikány, které zapříčiňují dočasná zastavení či omezení těžby, dochází díky tomu v průběhu hurikánové sezóny často k výkyvům ve světové ceně ropy. Potravinářský průmysl zpracovává plody moře a ryby. Nelze opomenou ani strojní průmysl – výroba lodí a plavidel.

### Doprava
Na pobřeží Mexického zálivu je mnoho přístavů. Mezi ty největší patří Tampa a St. Petersburg na Floridě, Mobile v Alabamě, New Orleans a Baton Rouge v Louisianě (oba přístavy nejsou bezprostředně v zálivu), Beaumont, Houston, Galveston a Corpus Christi v Texasu, Tampico v Tamaulipas, Veracruz a Coatzacoalcoz ve Veracruzu, Progreso v Yucatánu a nakonec nelze opomenout ani přístav La Habana na Kubě.

## Znečištění

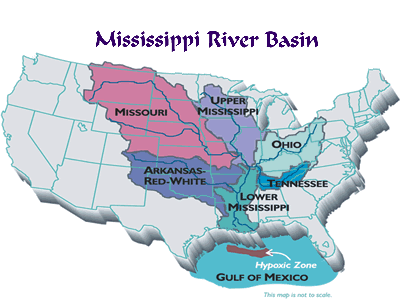
Největší znečištění přináší řeka Mississippi, u jejíhož ústí vzniká pravidelně rozsáhlá hypoxická plocha

Vody Mexického zálivu jsou značně znečištěny; největší znečištění je především při pobřeží u ústí řeky Mississippi, která je největším zdrojem znečištění a kde se navíc na šelfu dobývají velké zásoby ropy a zemního plynu, existuje na ně navazující petrochemický průmysl a funguje hustá námořní doprava.
Od roku 1950 se množství dusíkatých sloučenin a fosfátů více než zdvojnásobilo. V roce 2004 se odhadovalo, že dnes je do Mexického zálivu řekami odnášeno třikrát více dusíkatých látek než před 30 lety. Ve vodě se ve velkém množství rozvíjejí fotosyntetizující organismy, které po svém odumření klesají ke dnu a jejich rozklad spotřebovává velké množství kyslíku rozpuštěného ve vodě. Každé léto se jižně od Louisianského pobřeží vytváří hypoxická plocha, jejíž vody nemají dost kyslíku na to aby se zde udržel život. Tato každoročně se zvětšující „mrtvá oblast“ je velkou hrozbou pro místní rybárenský průmysl a veřejné zdraví. Její rozloha v druhé polovině prvního desetiletí 21. století se již blíží rozloze státu Massachusetts (v červenci 2008 měla rozlohu 21 tisíc km², což je asi dvakrát více, než v roce 1985).
Také se zvětšila četnost rudých přílivů způsobených kvetením řas. Řasy zabíjí ryby i mořské savce a mají celkový dopad na ekosystém Mexického zálivu. Nebezpečí se ovšem týká také lidí a jejich domácích zvířat. Postižení lidé trpí dýchacími problémy. Tento problém se vyskytuje hlavně na jihozápadním pobřeží Floridy, od Florida Keys po severněji ležící okrsek Pasco.

## Zajímavosti
V roce 1978 bylo na rozhraní mezi Yucatánem a Mexickým zálivem nalezeno místo dopadu obrovského asteroidu (o průměru asi 10 km), který podle některých hypotéz před 65 milióny let zapříčinil vymizení dinosaurů, pozůstalý kráter s průměrem 180 km se nazývá Chicxulub.